# Борис Перушић
Борис Перушић (чеш. Boris Perušič; Загреб, 27. јул 1940) био је чехословачки одбојкаш хрватског порекла, који се такмичио као репрезентативац Чехословачке, на Олимпијским играма 1964. у Токију.
Са репрезентацијом је на Летњим олимпијским играма 1964. освојио сребрну медаљу на одбојкашком турниру, где је одиграо осам утакмица. Играо је и на Светском првенству 1966. у Чехословачкој, где су пред домаћом публиком постали светски прваци.